# Flamenc dels Andes
El flamenc dels Andes (Phoenicopterus andinus) és una de les sis espècies vives de flamencs (gènere Phoenicopterus), a la família dels fenicoptèrids (Phoenicopteridae)

## Descripció
És un flamenc gran, amb una llargària de 110 – 120 cm. La major part del plomatge és de color rosa quasi blanc, amb la part anterior del coll d'un rosa una miqueta més fort. Ales color salmó, excepte primàries i secundàries, negres. La característica més distintiva són les seves potes de color groc, que els distingeixen de la resta de flamencs. El bec també és groc (com al flamenc de James) però amb la zona negra de la punta més gran.

## Hàbitat i distribució
Llacs i llacunes de poca profunditat, a una zona prou restringida dels alts Andes, al sud del Perú, Bolívia, nord de Xile i nord-oest de l'Argentina.

## Taxonomia

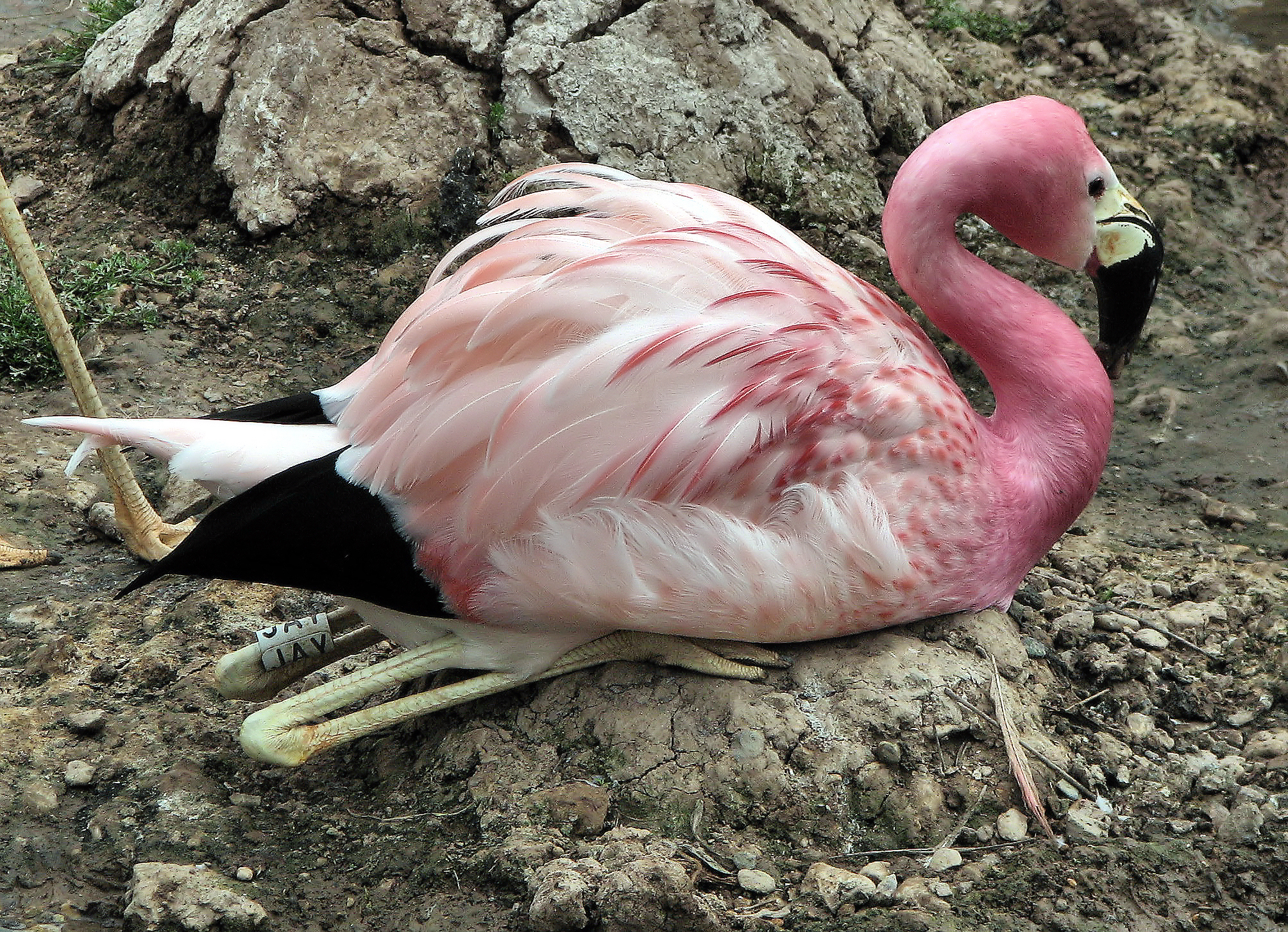
Flamenc andí

Molt relacionat amb el Flamenc de James. Alguns autors separen aquestes dues espècies en un gènere propi: Phoenicoparrus.

## Reproducció
Com tots el flamencs, pon un únic ou sobre un monticle de fang de forma de tronc de con. El pollet abandona aviat el niu.

## Situació
Es considera en perill per la caça, el llarg cicle de cria i l'escàs nombre de llocs on cria.